# Luis Rivas
Luis Wilfredo Rivas (nacido el 30 de agosto de 1979 en La Guaira, Venezuela) es un deportista venezolano, segunda base y bateador derecho de los Minnesota Twins en las Grandes Ligas de Béisbol. 
Rivas firmó con los mellizos como prospecto en 1995 y debutó en las Grandes Ligas en la temporada 2002.
Rivas logra batear todo tipo de lanzamiento, con buena velocidad al correr las bases y un estilo de juego agresivo. 
En cuatro temporadas tiene promedio de bateo de 0,266, con 19 home runs, 131 carreras impulsadas, 193 anotadas y 59 bases robadas en 397 juegos.
Debuta en la Liga Venezolana de Béisbol Profesional en el año 1998, vistiendo la camiseta de los Navegantes del Magallanes. Ese mismo año, obtuvo el título de Novato del Año (1998-99).